# Louis Charette
Pour les autres membres de la famille, voir Famille de Charette de La Contrie.
Louis de Charette, seigneur de La Gascherie, fut maire de Nantes de 1675 à 1676. Il était conseiller et sénéchal de Nantes.

## Biographie
Fils de Jean Charette et de Madeleine Ménardeau, dame de la Gascherie, il épouse la fille de Jacques Charette de Montbert.